# Yoshihiro Nishida
Yoshihiro Nishida (西田 吉洋?, Nishida Yoshihiro; Prefettura di Ehime, 30 gennaio 1973) è un ex calciatore giapponese, di ruolo centrocampista.